# Jean Paulo Campos
Jean Paulo Santos de Campos, mais conhecido apenas como Jean Paulo Campos (São Paulo, 13 de abril de 2003), é um ator, apresentador e vocalista brasileiro. Ficou nacionalmente conhecido ao interpretar o personagem Cirilo na telenovela Carrossel. Em 2014, repetiu o mesmo papel no spin-off Patrulha Salvadora, do SBT.

## Carreira
Nascido em São Paulo, Jean começou a fazer trabalhos de publicidades aos dois anos. Em 2011 estreou profissionalmente como ator com participação em Amor e Revolução e na sequência em Corações Feridos, ambas do SBT. Mas foi na telenovela Carrossel interpretando Cirilo Rivera que Jean Paulo Campos ganhou destaque. Durante esse trabalho, o ator gravou a canção "Peraí" como um clipe da trama e foi indicado a diversos prêmios da televisão brasileira, vencendo duas consagrações importantes.

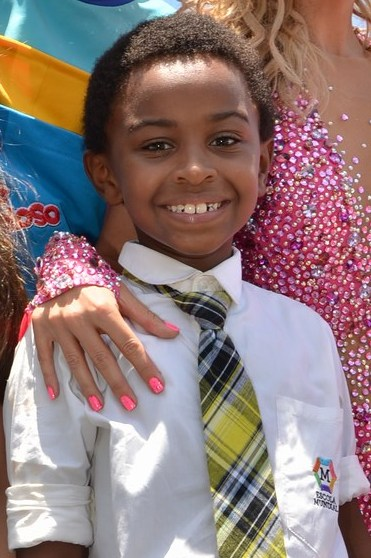
Jean Paulo Campos em 2013.

Após a repercussão de seu papel na telenovela, Jean foi selecionado para ser um dos apresentadores do programa infantil Bom Dia & Cia com Matheus Ueta, Maisa Silva e Ana Zimerman, de forma rotativa. Ainda no SBT, em 2014 interpretou novamente o personagem Cirilo Rivera na série spin-off Patrulha Salvadora e em 2016 integrou o elenco da novela Carinha de Anjo atuando como Zeca.
Em abril de 2014, a RecordTV anunciou a contratação do ator no programa Domingo Show, lá ele também festejou seus 11 anos de idade e realizou o sonho de conhecer o goleiro Rogério Ceni do time de futebol São Paulo. Em torno de duas semanas após sua contratação, o SBT na pessoa de Silvio Santos, recontratou o garoto assumindo as multas por recisão de contrato e aumentando o salário em torno de 5 vezes. Em 10 de novembro de 2017, Jean Paulo Campos foi demitido do SBT por motivos financeiros. Jean e sua família ficaram surpresos com a demissão, mas apesar disso, Jean disse que ele e sua família são muitos gratos pelo SBT e pelas oportunidades que a empresa de Silvio Santos forneceu.
Em 2018, Jean atuou como Renato no filme Os Exterminadores do Além Contra a Loira do Banheiro do Danilo Gentili. No mesmo ano, foi contratado pela RecordTV novamente, onde esteve como repórter nos Programas de TV Dancing Brasil: Júnior e Hoje em Dia. Participou também do Canta Comigo Teen como jurado de 2020 até 2021. Após esse período, o ator assinou com a TV Globo e entrou para o elenco da nova série teen Musa Música, que será lançada em 2022 no Globoplay.

## Filmografia

### Televisão
| Ano      | Título                 | Papel                          | Notas                      |
| -------- | ---------------------- | ------------------------------ | -------------------------- |
| 2011     | Amor e Revolução       | João                           | Episódio: "17 de setembro" |
| 2012     | Corações Feridos       | Paulinho                       |                            |
| 2012–13  | Carrossel              | Cirilo Rivera                  |                            |
| 2014–15  | Patrulha Salvadora     | Cirilo Rivera                  |                            |
| 2013     | Bom Dia & Cia          | Apresentador                   |                            |
| 2015     | Mansão Bem Assombrada  | Dudu                           |                            |
| 2016     | Dance se Puder         | Participante                   |                            |
| 2016– 18 | Carinha de Anjo        | José Carlos de Oliveira (Zeca) |                            |
| 2018     | Dancing Brasil: Júnior | Repórter                       |                            |
| 2018–21  | Hoje em Dia            | Repórter                       |                            |
| 2020–21  | Canta Comigo Teen      | Jurado                         |                            |
| 2023     | Vai na Fé              | Yuri dos Santos                |                            |
| 2023     | Vicky e a Musa         | Michel                         |                            |
| 2025     | Rensga Hits!           | Pedro (Pedrinho)               | Temporada 3                |
| 2025     | Dona de Mim            | Yuri dos Santos                | Participação especial      |

### Cinema
| Ano  | Título                                            | Papel         |
| ---- | ------------------------------------------------- | ------------- |
| 2015 | Carrossel – O Filme                               | Cirilo Rivera |
| 2016 | Carrossel 2: O Sumiço de Maria Joaquina           | Cirilo Rivera |
| 2018 | Exterminadores do Além Contra a Loira do Banheiro | Renato        |
| 2023 | Barraco de Família                                | Théo Dias     |

## Teatro
| Ano  | Título              | Papel                     |
| ---- | ------------------- | ------------------------- |
| 2013 | Carrossel           | Cirilo Rivera             |
| 2013 | Forever King of Pop | Michael Jackson (criança) |
| 2018 | Bring It On         | Cameron                   |

## Discografia
| Ano  | Canção              | Álbum                      |
| ---- | ------------------- | -------------------------- |
| 2012 | "Peraí"             | Carrossel Vol. 2           |
| 2013 | "Peraí (Remix)"     | Carrossel Vol. 3 - Remixes |
| 2014 | Muleke Doido        | Patrulha Salvadora         |
| 2016 | De Zero a Dez       | Carrossel 2                |
| 2016 | Majestade o Sabiá   | Carinha de Anjo            |
| 2016 | A Gente Corre Atrás | Carinha de Anjo            |

## Prêmios e indicações
| Ano  | Prêmio                    | Categoria                  | Trabalho indicado   | Resultado | Ref.   |
| ---- | ------------------------- | -------------------------- | ------------------- | --------- | ------ |
| 2012 | Troféu Raça Negra         | Cultura Negra              | Cirilo em Carrossel | Vencedor  | [ 24 ] |
| 2012 | Prêmio Extra de Televisão | Revelação Infantil         | Cirilo em Carrossel | Indicado  | [ 25 ] |
| 2012 | UOL Pop Tevê              | Ator Revelação             | Cirilo em Carrossel | Vencedor  | [ 26 ] |
| 2013 | Troféu Imprensa           | Revelação do Ano           | Cirilo em Carrossel | Vencedor  | [ 27 ] |
| 2013 | Prêmio Contigo! de TV     | Melhor Ator Infantil       | Cirilo em Carrossel | Vencedor  | [ 28 ] |
| 2014 | Troféu Internet           | Melhor Ator                | Cirilo em Carrossel | Indicado  | [ 29 ] |
| 2014 | Troféu Imprensa           | Melhor Ator                | Cirilo em Carrossel | Indicado  |        |
| 2020 | Meme Awards               | Melhor Artista em Meme     | Memes do Cirilo     | Indicado  | [ 30 ] |
| 2023 | Prêmio iBest              | Protagonista Influenciador | Vai na Fé           | Indicado  | [ 31 ] |
| 2023 | SEC Awards                | Destaque em TV             | Vai na Fé           | Indicado  | [ 32 ] |